# Bisdom Sokodé

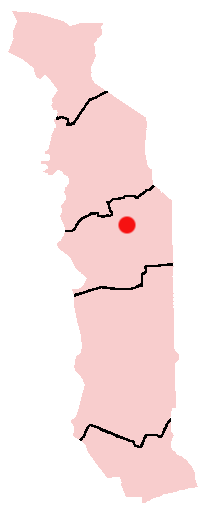
Ligging van Sokodé binnen Togo

Het bisdom Sokodé (Latijn: Dioecesis Sokodensis) is een rooms-katholiek bisdom met als zetel Sokodé in Togo. Het is een suffragaan bisdom van het aartsbisdom Lomé. Het bisdom werd opgericht in 1955. De hoofdkerk is de kathedraal Sainte-Thérèse-de-l'Enfant-Jésus in Sokodé.
In 2020 telde het bisdom 21 parochies. Het bisdom heeft een oppervlakte van 12.610 km² en beslaat delen van de regio's Centrale en Kara. Het bisdom telde in 2020 1.610.000 inwoners waarvan 11,4% rooms-katholiek was. Binnen het bisdom zijn inheemse religies en de islam (32% van de bevolking) belangrijker.

## Geschiedenis
In 1937 werd de apostolische prefectuur Sokodé opgericht. Aan het hoofd kwam de Franse missionaris Joseph-Paul Strebler, S.M.A. Hij werd in 1947 opgevolgd door zijn confrater Jérôme-Théodore Lingenheim. In 1955 werd Sokodé verheven tot bisdom.

## Bisschoppen
- Jérôme-Théodore Lingenheim, S.M.A. (1955-1964)
- Chrétien Matawo Bakpessi (1965-1992)
- Ambroise Kotamba Djoliba (1993-2016)
- Célestin-Marie Gaoua (2016-)